# 29-й дивізіон надводних кораблів (Україна)
29-й дивізіон надводних кораблів (29 ДННК, в/ч А0898) — морське з'єднання надводних кораблів військово-морських сил України з місцем базування на ВМБ «Намив» м. Очаків.
До 2018 року 5-та бригада надводних кораблів (5 БрНК).

## Історія
22 березня 1996 року в Балаклаві створено дивізіон кораблів охорони водного району ВМС України, до складу якого увійшли протичовнові кораблі, отримані від морських частин прикордонних військ. У подальшому, з отриманням кораблів і катерів у ході розподілу Чорноморського флоту колишнього СРСР і завершенням будівництва вітчизняних кораблів, дивізіон було переформовано у бригаду кораблів охорони водного району, бригаду надводних кораблів і підпорядковано Південній військово-морській базі.
Дивізіон, а згодом бригада, базувався в Балаклаві, Севастополі (бухта Стрілецька), Новоозерному (озеро Донузлав), з 2014 року після тимчасової окупації Росією АР Крим — в Очакові.
В 2018 році в ході переформатування організаційної структури ВМС ЗС України, управління 5-ї бригади надводних кораблів переформовано в 29-й дивізіон надводних кораблів (29 ДННК).
29.01.2021 підписаний наказ про списання Корвету проєкту 1124М «Вінниця» (б/н А206). В подальшому з колишнього корвету «Вінниця» планується створити корабель-музей в одному з приморських міст України.
23 червня 2022 року дивізіон відзначений почесною відзнакою «За мужність та відвагу».
В липні 2022 року в акваторії Чорного моря був потоплений рейдовий тральщик «Генічеськ» в наслідок ракетного удару російської авіації.

## Склад
Склад дивізіону на кінець 2021 року:
- Рейдовий тральщик пр. 1258 «Генічеськ» (б/н M360, в/ч А0898В)
- Середній десантний корабель пр. 773 «Юрій Олефіренко» (б/н L401, в/ч А3045)[7]
- Десантний катер «Сватове» (б/н L424, в/ч А0898Б)[8]
- Малий розвідувальний корабель «Переяслав» (б/н А512, в/ч А4281)

## Командування
- капітан 2 рангу Віталій Звягінцев (2012?—2014)[9][10][уточнити]

- капітан 1 рангу Дмитро Коваленко[ru] (2014—дотепер)